# Table ronde
Pour les articles homonymes, voir Table ronde (homonymie).

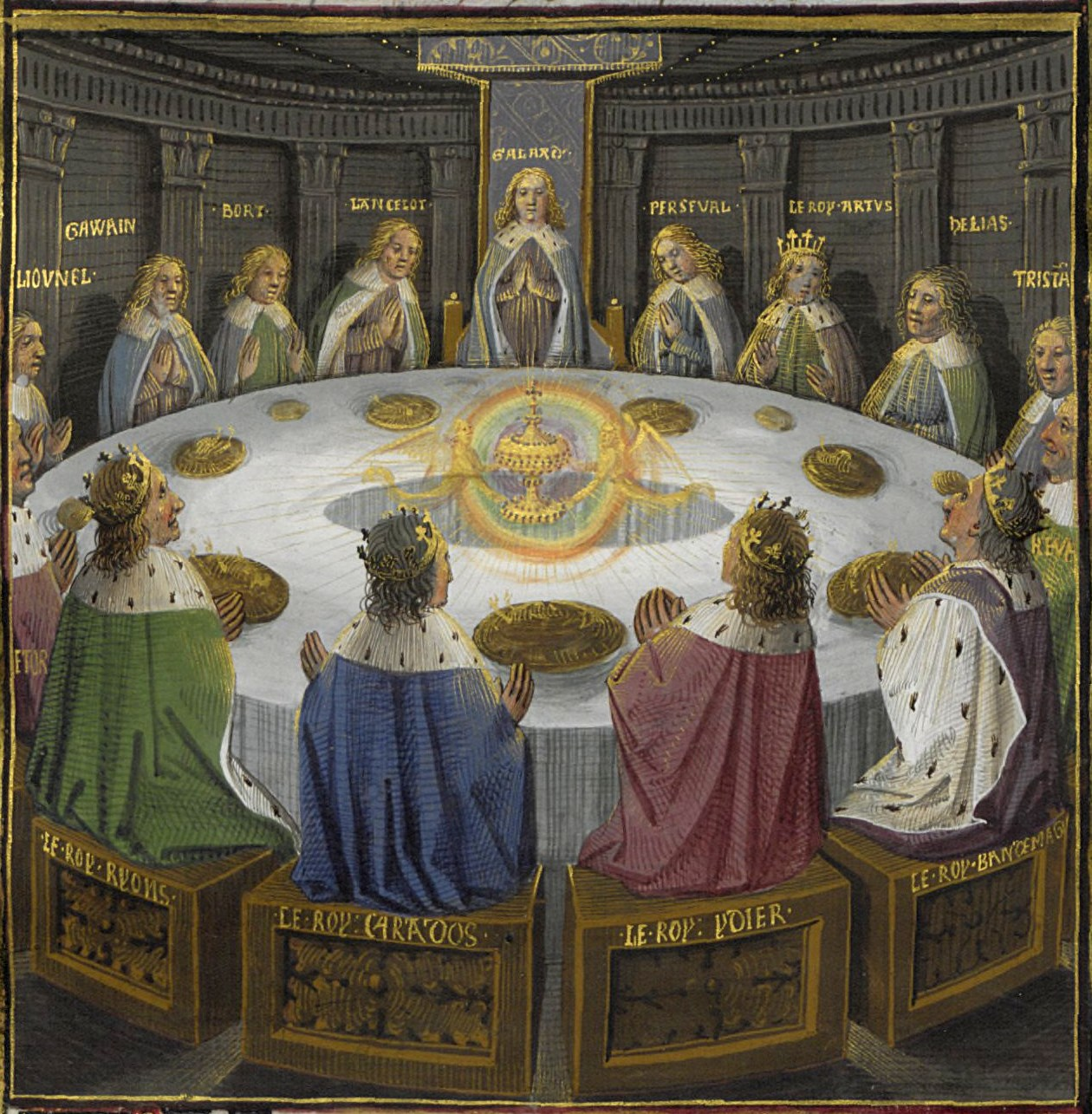
Apparition du Graal.
Enluminure du Lancelot en prose, Évrard d'Espinques, BNF FR.116, f.610v. (vers 1475).

La Table ronde est dans la légende arthurienne de la matière de Bretagne, la table légendaire autour de laquelle se réunissaient le roi Arthur et ses chevaliers, dits « chevaliers de la Table ronde ».

## Histoire
Le premier auteur à la mentionner est Wace, auteur normand, qui dans son Roman de Brut (1155) parle d'une table construite sur ordre d’Arthur afin d'y réunir ses meilleurs chevaliers. Elle est un symbole de paix et d'égalité, car il ne peut pas y avoir de préséance autour d'une table ronde : 

« C’est pour les nobles preux seigneurs qui l’entouraient et qui tous se croyaient meilleurs les uns que les autres — et l’on aurait eu bien du mal à désigner le pire — qu’Arthur fit la Table ronde, cette table sur laquelle les Bretons racontent tant de fables. C’est là que prenaient place, dans la plus parfaite égalité, les nobles seigneurs. Ils siégeaient autour de la Table dans l’égalité la plus parfaite, et c’est dans la plus parfaite égalité qu’ils étaient servis. Aucun d’eux ne pouvait se vanter d’être mieux placé que son égal : tous siégeaient aux places d’honneur, aucun ne se trouvait relégué à l’écart. »

— La Geste du roi Arthur selon le Roman de Brut de Wace.
 Il est possible que Wace ait lui-même inventé cette tradition.

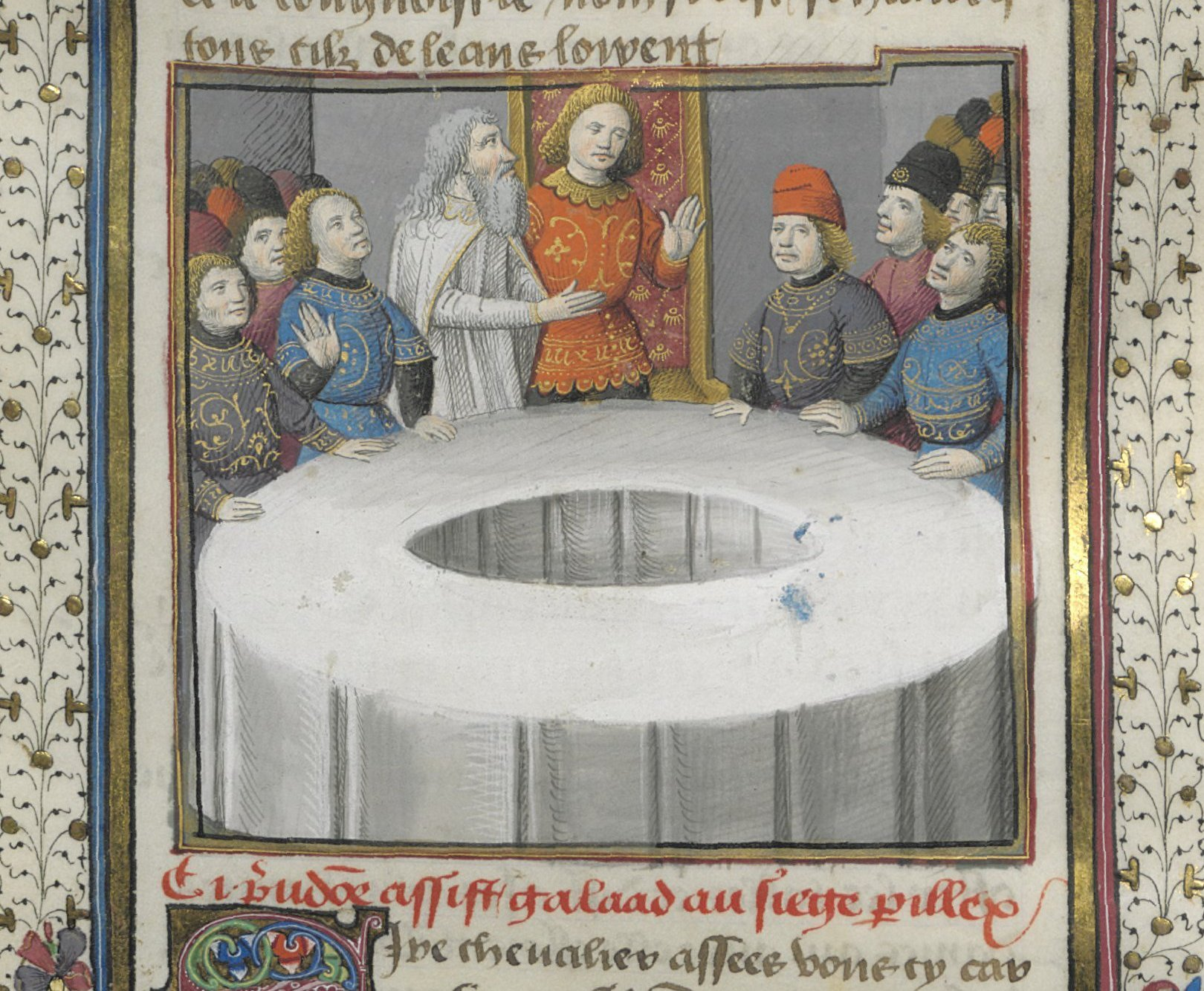
Galaad et le siège périlleux. Miniature d'Évrard d'Espinques, Lancelot en prose, BNF Fr.116 (1475).

Selon les auteurs, le nom et le nombre de chevaliers pouvant s’asseoir autour de la table varie ; Chrétien de Troyes parle d'une trentaine, Layamon de 1 600.
D’après Robert de Boron, la table ronde serait une création de Merlin pour Uther Pendragon, en souvenir de la Table de la Cène et de celle fondée par Joseph d’Arimathie lors de son arrivée en Grande-Bretagne. À la mort d’Uther, la Bretagne plonge dans le chaos et la table est donnée au roi Léodagan. Lorsque Arthur arrive sur le trône et se marie à Guenièvre, fille de Léodagan, la table est donnée comme dot au nouveau roi qui installe cette table à sa cour. Dans cette version, la table accueille 150 chevaliers.
Les différents chevaliers appelés à s’installer autour de cette table ont leur nom inscrit sur le siège. Seul un siège ne porte aucune inscription et reste vacant en souvenir de Judas. C’est le « siège périlleux » sur lequel seul pourra s’asseoir le meilleur chevalier, celui qui trouvera le Graal et aura le cœur le plus pur. Ceux qui tentent leur chance mais qui ne remplissent pas ces conditions sont engloutis par la terre. Ce siège périlleux est une adaptation de la Pierre de Fal, pierre de souveraineté qui criait lorsque son souverain s’approchait d’elle.
Dans ces récits, les chevaliers sont confrontés à des éléments merveilleux : des objets aux pouvoirs prodigieux (anneau d'Yvain), des lieux enchantés (château du roi Pêcheur), de terribles dragons à combattre. Les chevaliers font la preuve de leurs capacités morales et physiques à travers des combats épiques et glorieux. Mais le chevalier est aussi un envoyé de Dieu pour lequel il réalise une mission. Ainsi, la quête du Graal, reste la plus célèbre.[réf. souhaitée]

## Pourquoi une table «ronde»?

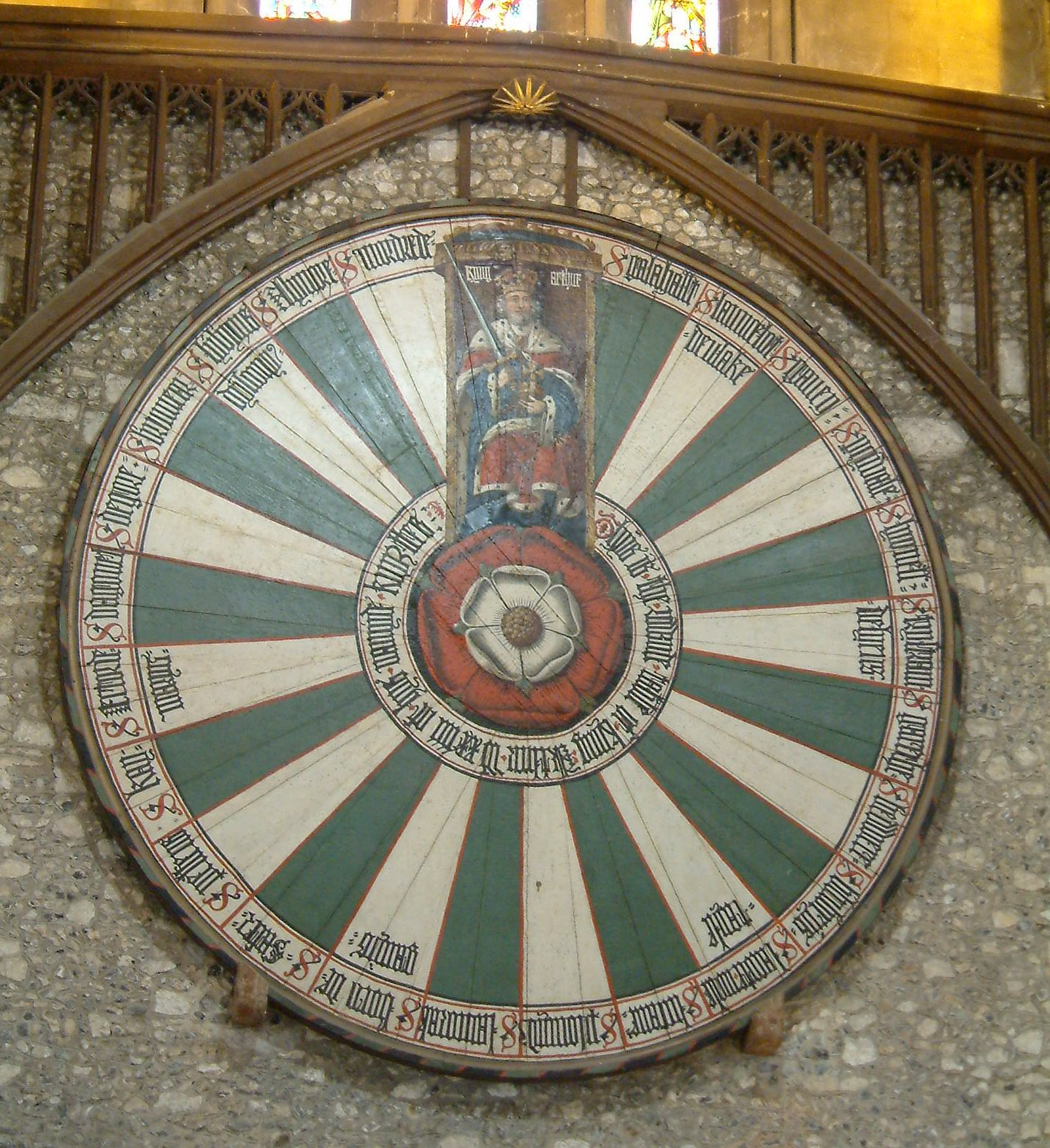
La table ronde du Grand Hall du château de Winchester.

Le mot allemand Tisch, « table », est un emprunt au latin discus « disque, plateau », de même l'ancien français deis qui désigne une « table d'honneur dressée sur une estrade » (B. de Ste-Maure, Troie, éd. L. Constans, 3111).
Le roi s’asseyait au milieu de la table, en hauteur, et les places d’honneur étaient situées à sa droite et à sa gauche. La forme ronde, symbolisant la fraternité, évite toute préséance entre ceux qui s’asseyent, leur rappelant que les chevaliers n‘héritent de leur place que grâce à leur courage. Ainsi les chevaliers d’Arthur forment un ordre chevaleresque, « Les chevaliers de la table ronde », et représentent alors un idéal de la chevalerie.
Deux des trois occurrences dans le Roman de Brut la présentent comme appartenant à une tradition orale « dont les Bretons disent maintes fables. » (v. 9742), ou dont Wace ne veut « guère faire de fable » (v. 10 286). Elles nous mènent donc toutes à penser qu'il n'en est pas le créateur. Il se pourrait cependant que cette potentielle source fût montée de toutes pièces par l'auteur anglo-normand, ou même qu'elle ne fût que de peu antérieure à la composition du Brut. La corrélation avec le témoignage de Gautier Map pourtant, de près de cinq ans de plus son contemporain, démontre bien une origine plus ancienne à la culture populaire du XIIe siècle. Dans le De nugis curialium  du temps de Richard Cœur de Lion, à propos d'un « roi des Asiatiques » il décrit une table formée en « grand demi-cercle ».
Il s'agissait de figer autour d'un symbole fort l'aboutissement de ce qu'était devenu le royaume de Bretagne sous le roi Arthur, tout comme l'était le royaume d'Angleterre sous Henri II Plantagenêt. La Chanson de Roland l'avait déjà permis pour celui de France autour de ses douze pairs à la même période, lesquels formaient un évident parallèle avec les douze apôtres du Christ. La représentation en « C » des tables dans la chanson de geste pouvait se retrouver dans d'autres motifs artisanaux. Il en est ainsi d'une des scènes de la tapisserie de Bayeux dans laquelle se retrouvent réunis les seigneurs, les chevaliers de Guillaume le Conquérant et de l'évêque Odon autour d'une table elle aussi en forme de « grand demi-cercle », en « C ».
Au-delà de cet idéal de chevalerie, la table ronde est également à l’image du monde : « Ja verroiz la Table Ronde Qui tournoie comme le monde. » (Tristan dans Tristan et Iseut de Béroul).
Le symbole de la tablée se retrouve de nos jours et certaines communes pratiquent encore ce rite. Une reproduction de la Table ronde d'Arthur se trouve suspendue dans le Grand Hall du château de Winchester (Angleterre).

## Culture populaire
Dans la série télévisée Kaamelott, la forme de la table permet de ne pas hiérarchiser les chevaliers en les mettant tous sur un pied d’égalité, comme le dit Arthur : « J’ai fait une grande table pour que les chevaliers s’assoient ensemble. Je l’ai voulue ronde, pour qu’aucun d’entre eux ne soit assis dans un angle, ou en bout de table »